# Border Lord
| Recensione              | Giudizio     |
| ----------------------- | ------------ |
| AllMusic                | [ 1 ]        |
| Sputnikmusic            | 4.3 (Superb) |
| Dizionario del Pop-Rock | [ 3 ]        |

Border Lord è il terzo album di Kris Kristofferson, pubblicato dalla Monument Records nel febbraio del 1972.

## Tracce
Brani composti da Kris Kristofferson, eccetto dove indicato
Lato A
1. Josie – 3:12
2. Burden of Freedom – 3:18
3. Stagger Mountain Tragedy – 2:55
4. Border Lord – 3:36 (Donnie Fritts, Kris Kristofferson, Steve Bruton, Terry Paul)
5. Somebody Nobody Knows – 3:36

Lato B
1. Little Girl Lost – 3:10
2. Smokey Put the Sweat on Me – 3:08
3. When She's Wrong – 4:45
4. Gettin' by, High and Strange – 2:33
5. Kiss the World Goodbye – 2:58

## Musicisti
- Kris Kristofferson - chitarra, voce
- Jerry Kennedy - chitarra acustica, chitarra elettrica
- Jerry Shook - chitarra acustica, chitarra elettrica
- Steve Bruton - chitarra acustica, chitarra elettrica
- Dennis Linde - chitarra acustica, chitarra elettrica
- John Buck Wilkin - chitarra acustica, chitarra elettrica
- Pete Darke - chitarra steel
- Charlie McCoy - armonica, organo
- Tommy Jackson - fiddle
- Donnie Fritts - tastiere
- Terry Paul - basso
- Jerry Carrigan - batteria
- Kenneth Buttrey - batteria
- Farrell Morris - percussioni
- Billy Swan - accompagnamento vocale, cori
- Benny Whitehead - accompagnamento vocale, cori
- Terry Paul - accompagnamento vocale, cori
- Steve Bruton - accompagnamento vocale, cori
- Donnie Fritts - accompagnamento vocale, cori
- Rita Coolidge - accompagnamento vocale, cori[5]